# RMS Celtic (1901)
El RMS Celtic fue un transatlántico británico perteneciente a la compañía naviera White Star Line, el segundo barco de la empresa bautizado con este nombre, que se convirtió en el primer buque en superar el arqueo bruto y la eslora del SS Great Eastern, convirtiéndose así en el barco de pasajeros más grande de su tiempo. Fue el primero de un cuarteto de transatlánticos de 20 000 toneladas, construidos para la White Star, bautizados como los Cuatro Grandes.

## Historia

### Primeros años

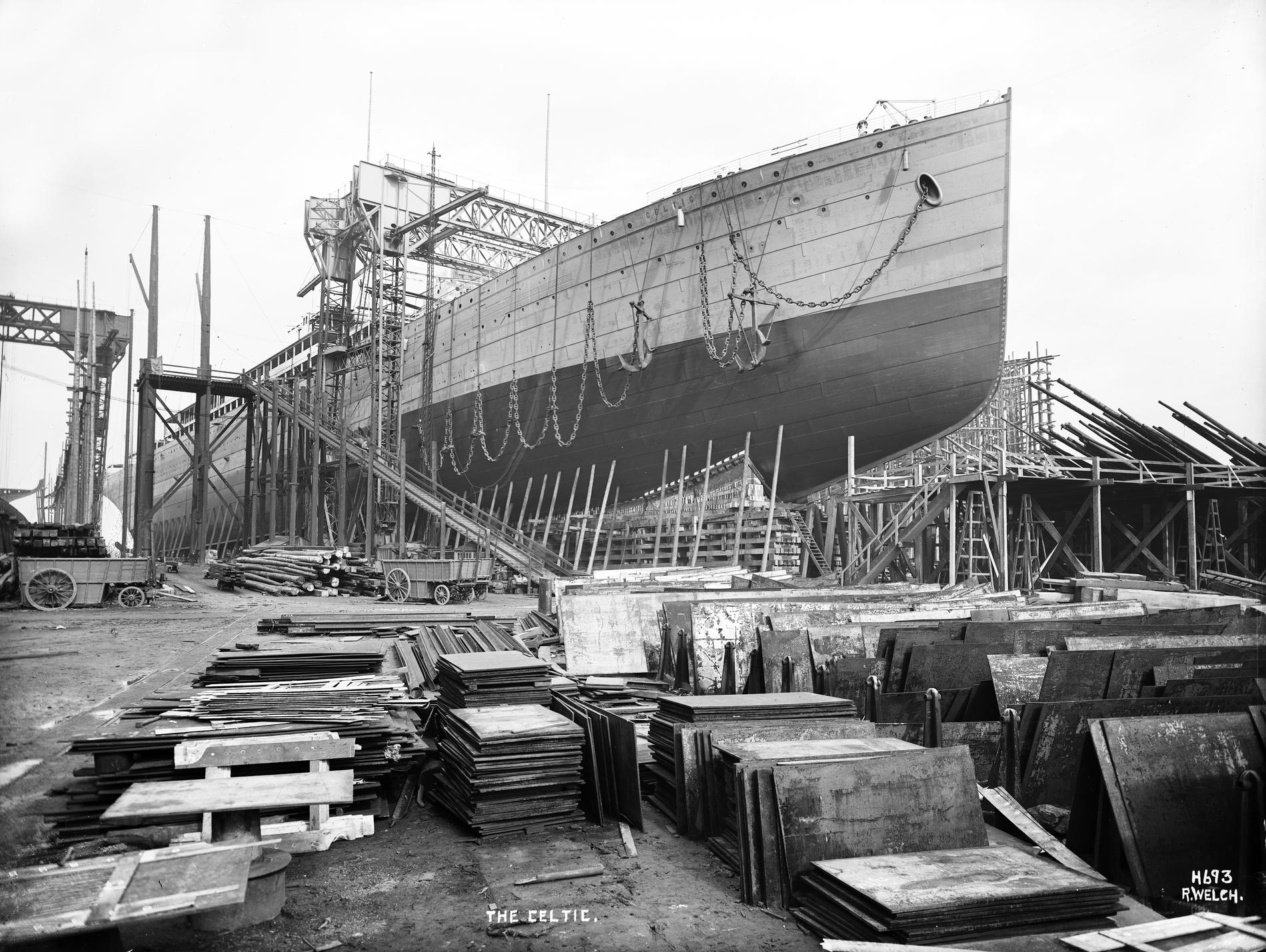
El Celtic en construcción.

El Celtic fue botado el 4 de abril de 1901 en los astilleros de Harland and Wolff en Belfast, y su viaje inaugural de Liverpool a Nueva York tuvo lugar el 26 de julio de ese mismo año.
Al comienzo de la Primera Guerra Mundial, el Celtic fue reconvertido en un crucero mercante armado; aun así, debido al alto consumo de combustible del barco, se decidió posteriormente convertirlo en un barco de transporte de tropas en enero de 1916, cuando empezó a ser empleado para el transporte de soldados a Egipto. Fue finalmente devuelto al servicio de pasajeros transatlántico en marzo de 1916.

### Incidentes con minas y torpedos
En 1917, el Celtic fue golpeado por una mina en la Isla de Man. Diecisiete personas a bordo murieron, aunque el barco no se hundió. Un cierto número de pasajeros fue rescatado por el barco Slieve Bawn. El Celtic fue remolcado a la bahía de Peel y reparado en Belfast. En marzo de 1918, el submarino U-Boot UB-77 torpedeó al Celtic en el mar de Irlanda. Seis personas a bordo murieron, pero de nuevo el Celtic pudo continuar a flote, siendo remolcado a Liverpool y reparado de nuevo.

### Incidentes posteriores a la Primera Guerra Mundial

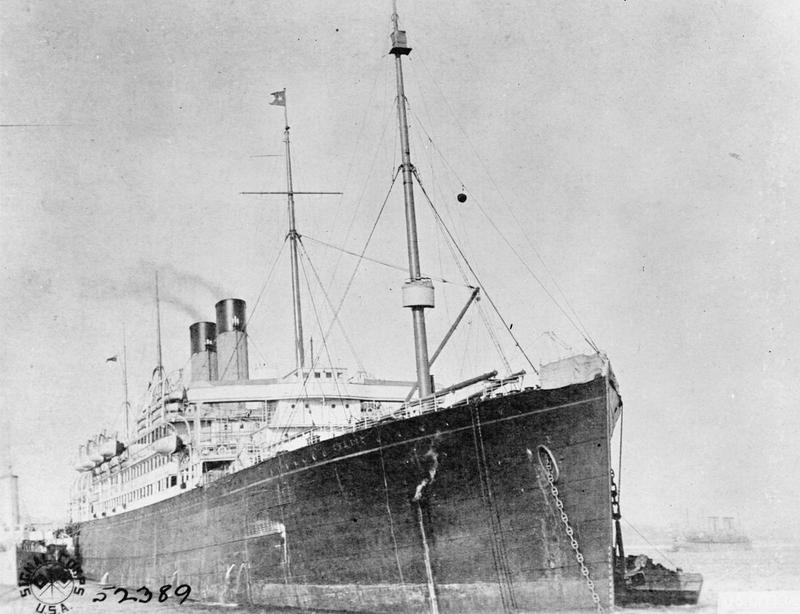
El Celtic en 1919.

Tras la guerra, el Celtic estuvo implicado en dos colisiones. El primer incidente ocurrió en 1925 en el Mersey, cuando embistió accidentalmente al buque Hampshire Cost. Ambos barcos tuvieron sólo daños menores. La segunda colisión tuvo lugar en 1927, cuando el Celtic fue embestido en medio de una niebla gruesa por el buque Anaconda fuera de la Isla de Fuego.

### Final

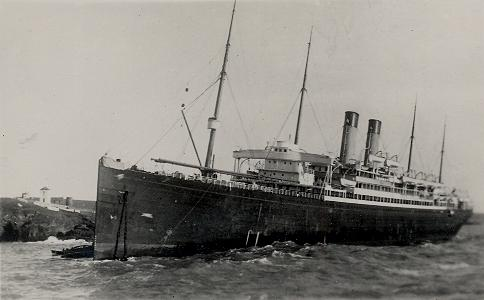
El Celtic encallado cerca de Cobh, año 1928.

En la mañana del 10 de diciembre de 1928, el Celtic encalló en la costa, cerca de Roches Point mientras se aproximaba a la ciudad portuaria de Cobh, en Irlanda, con más de 200 pasajeros a bordo. Varios barcos acudieron al rescate, y los pasajeros fueron desembarcados mediante transbordadores. 7000 toneladas de cargamento se habían esparcido. Un equipo de salvamento trató de realizar un rescate, pero varios hombres murieron después de que un compartimiento cargado con grano e inundado hubiera desarrollado vapores tóxicos; se estimó que el barco no podía ser movido, y se abandonó a la compañía de seguros, que declaró que el barco era siniestro total. En 1933, el Celtic había sido completamente desmantelado y vendido como chatarra.